# Queimadas (Paraíba)
Queimadas is een gemeente in de Braziliaanse deelstaat Paraíba. De gemeente telt 40.323 inwoners (schatting 2009).

## Aangrenzende gemeenten
De gemeente grenst aan Campina Grande, Caturité, Barra de Santana, Aroeiras, Gado Bravo en Fagundes.

## Verkeer en vervoer
De plaats ligt aan de noord-zuidlopende weg BR-104 tussen Macau en Maceió. Daarnaast ligt ze aan de wegen PB-100 en PB-148.